# Chlorophthalmus borealis
Chlorophthalmus borealis is een straalvinnige vissensoort uit de familie van groenogen (Chlorophthalmidae). De wetenschappelijke naam van de soort is voor het eerst geldig gepubliceerd in 1941 door Kuronuma & Yamaguchi.